# 아이카와촌 (오이타현)
아이카와촌(合川村)은 일본 오이타현 오노군에 설치되었던 촌이다. 현재의 분고오노시의 일부에 해당한다.